# Schulzendorf
Schulzendorf  er en by i Landkreis Dahme-Spreewald i delstaten Brandenburg i Tyskland.  

## Geografi
Kommunen Schulzendorf ligger i den sydøstlige udkant af Berlin. Mod nordøst ligger Eichwalde og Berlin-Schmöckwitz, mod vest kommunen Schönefeld (bydelen   Waltersdorf) og mod sydøst Zeuthen. Vest for Schulzendorf ligger Berlin Brandenburg lufthavn (BER).

## Historie
Stedet blev første gang nævnt i 1375 i Karl 4.'s matrikel som Schultendorpp og Scultendorf, men var sandsynligvis allerede bebygget af askanere før det.
I 1507 overdrog familien Diricke Schulzendorf med alle rettigheder til Otto Britzke, som før 1542 gav det videre til familien von Kahlenberg. De holdt det indtil Trediveårskrigen.